# Winkiwzi
Winkiwzi (ukrainisch Віньківці; russisch Виньковцы Winkowzy) ist eine Siedlung städtischen Typs im Süden der ukrainischen Oblast Chmelnyzkyj und war bis Juli 2020 das administrative Zentrum des gleichnamigen Rajons Winkiwzi mit etwa 5900 Einwohnern.

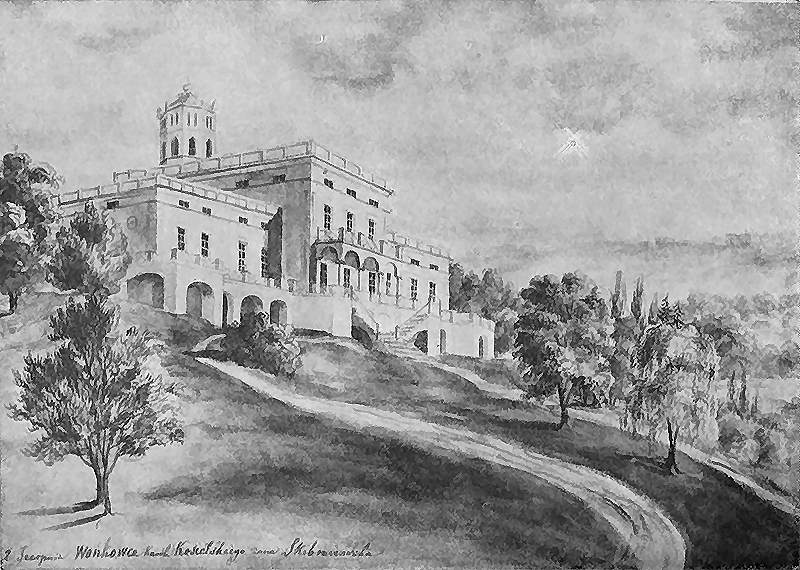
Herrenhaus im Ort 1871

Die Ortschaft wurde 1493 gegründet und erhielt 1957 den Status einer Siedlung städtischen Typs. Zwischen 1927 und 1938  trug der Ort zu Ehren des sowjetischen Politikers Wolodymyr Satonskyj den Namen Satonsk (Затонськ).

## Geographie
Winkiwzi liegt am Kaljus (Калюс), einem 64 km langen, linken Nebenfluss des Dnister etwa 70 km südlich der Oblasthauptstadt Chmelnyzkyj. Durch die Ortschaft verläuft die T–23–05. Der nächste Bahnhof liegt in Dunajiwzi 40 km westlich von Winkiwzi.

## Verwaltungsgliederung
Am 12. Juni 2020 wurde die Siedlung zum Zentrum der neugegründeten Siedlungsgemeinde Winkiwzi (Віньковецька селищна громада/Winkowezka selyschtschna hromada). Zu dieser zählen auch die 29 in der untenstehenden Tabelle aufgelisteten Dörfer, bis dahin bildete sie zusammen mit den Dörfern Hrynewa, Karyschyn und Podoljanske die gleichnamige Siedlungsratsgemeinde Winkiwzi (Віньковецька селищна рада/Winkowezka selyschtschna rada) im Zentrum des Rajons Winkiwzi.
Am 17. Juli 2020 kam es im Zuge einer großen Rajonsreform zum Anschluss des Rajonsgebietes an den Rajon Chmelnyzkyj.
Folgende Orte sind neben dem Hauptort Winkiwzi Teil der Gemeinde:
| Name                     | Name                    | Name                                             |
| ukrainisch transkribiert | ukrainisch              | russisch                                         |
| ------------------------ | ----------------------- | ------------------------------------------------ |
| Balky                    | Балки                   | Балки (Balki)                                    |
| Bystryzja                | Бистриця                | Быстрица (Bystriza)                              |
| Daschkiwzi               | Дашківці                | Дашковцы (Daschkowzy)                            |
| Druschba                 | Дружба                  | Дружба                                           |
| Faschtschijiwka          | Фащіївка                | Фащиевка (Faschtschijewka)                       |
| Hoholi                   | Гоголі                  | Гоголи (Gogoli)                                  |
| Howory                   | Говори                  | Говоры (Gowory)                                  |
| Hrynewa                  | Гринева                 | Гринева (Grinewa)                                |
| Huta                     | Гута                    | Гута (Guta)                                      |
| Jasnosirja               | Яснозір'я               | Яснозорье (Jasnosorje)                           |
| Kaljussyk                | Калюсик                 | Калюсик (Kaljussik)                              |
| Karatschijiwzi           | Карачіївці              | Карачиевцы (Karatschijewzy)                      |
| Karyschyn                | Карижин                 | Карыжин (Karyschin)                              |
| Lomatschynzi             | Ломачинці               | Ломачинцы (Lomatschinzy)                         |
| Majdan-Karatschijewezkyj | Майдан-Карачієвецький   | Майдан-Карачиевецкий (Maidan-Karatschijewezki)   |
| Majdan-Oleksandriwskyj   | Майдан-Олександрівський | Майдан-Александровский (Maidan-Aleksandrowski)   |
| Netetschynzi             | Нетечинці               | Нетечинцы (Netetschinzy)                         |
| Ochrimiwzi               | Охрімівці               | Охримовцы (Ochrimowzy)                           |
| Oslamiw                  | Осламів                 | Осламов (Oslamow)                                |
| Petraschiwka             | Петрашівка              | Петрашовка (Petraschowka)                        |
| Podoljanske              | Подолянське             | Подолянское (Podoljanskoje)                      |
| Pylypy-Oleksandriwski    | Пилипи-Олександрівські  | Пилипы-Александровские (Pilipy-Aleksandrowskije) |
| Pyrohiwka                | Пирогівка               | Пироговка (Pirogowka)                            |
| Schenyschkiwzi           | Женишківці              | Женишковцы (Schenikowzy)                         |
| Slawuta                  | Славута                 | Славута                                          |
| Slobidka-Ochrimowezka    | Слобідка-Охрімовецька   | Слободка-Охримовецкая (Slobodka-Ochrimowezkaja)  |
| Sorjane                  | Зоряне                  | Зоряное (Sorjanoje)                              |
| Welykyj Oleksandriw      | Великий Олександрів     | Великий Александров (Weliki Aleksandrow)         |
| Wysselok                 | Виселок                 | Выселок                                          |